# Rocca Canterano
Rocca Canterano è un comune italiano di 169 abitanti della città metropolitana di Roma Capitale nel Lazio.

## Geografia fisica

### Territorio
Il paese è situato a 750 metri d'altitudine sulla propaggine dei monti Ruffi, che raggiungono i 1.253 metri con la cima del Costasole, estremo confine del territorio.

### Clima
- Classificazione climatica: zona E, 2640 GR/G

## Storia

### Le origini
Dopo la conquista di questi territori appartenuti agli Equi il Senato di Roma favorì l'installarsi di propri coloni per conservare l'ordine e costruire fortini a presidio di cui c'è ancora traccia sotto San Michele, la chiesetta che troneggia sul monte Costasole. Nel II secolo d.C. il territorio era ormai diventato meta di villeggiatura per famiglie gentilizie romane che vi avevano costruito ville e di cui oggi i resti si trovano incastonati nelle mura esterne della chiesa di santa Maria Assunta o accatastati all'entrata della strada che porta al cimitero del paese.
La storia del paese come "borgo" vero e proprio nasce nel 1084 quando l'abate di Subiaco ordinò la costruzione di una fortezza recinta di mura per proteggere il villaggio che vi era sorto e per opporre resistenza a Landone, tiranno di Bellegra e Cerreto.
Dopo cinquecento anni dalla sua costruzione la fortezza divenne inservibile e dalle sue rovine fu costruito l'attuale palazzo Moretti e dalla prospiciente Piazza di Corte si vede tutt'oggi una parte del lato ricurvo della antica rocca. Crescendo la popolazione, le case cominciarono ad essere costruite fuori le mura e, poiché i tempi seguitavano ad essere pericolosi per le bande che ancora infestavano la zona, le vie interne del paese furono costruite a zig-zag e unicamente sotto forma di scalini per rendere difficoltosi eventuali assalti; conformazione questa, che ancora caratterizza integralmente tutto il tessuto urbano del paese.

### Il Ratto delle Donne
Quando la fortezza terminò si fece sentire la mancanza di donne; i militi, gli agricoltori ed i pastori scesero a Canterano ed a Cerreto rapendo e portando con sé le donne dei due paesi.
In seguito, per calmare il rancore lasciato dal rapimento, venne istituita una festa di riconciliazione. Da allora ogni anno si organizzava un pranzo pubblico a cui erano invitate a partecipare anche le famiglie originarie delle donne rapite. La festa, diretta da un Camerlengo si svolgeva a base di saporosi tagliolini (gli odierni cecamariti - vedi sotto). Da circa un centinaio di anni il pranzo è stato sostituito da un rinfresco offerto da privati cittadini e dal Comune che offre a tutti i convitati dolci e paste e abbondante vino.

### Moderno
L'unica frazione di Rocca di Mezzo, deve il suo nome perché posta in mezzo appunto a Rocca Canterano e Rocca Martino, castello sede di rifugio di briganti comandati da Marco Sciarra fatto distruggere da Papa Sisto V. Com'era infatti consuetudine di questi luoghi, ogni paese aveva un brigante che ne tiranneggiava il territorio e a Rocca Canterano visse un certo Santi, poi impiccato a Ponte S.Angelo in Roma nel 1555.
Il carattere bellicoso dei natii si rivelò nel tempo per una serie di episodi delittuosi che andavano dalle faide alle aspre liti con i paesi vicini spesso concluse lasciando qualche cadavere a terra. Difatti, sin dal 1600 gli abitanti di Rocca Canterano erano in discordia con quelli di Canterano per la determinazione dei confini, ciò era causa di continue sassaiole tra le parti. Si racconta che gli abitanti di Canterano portarono con sé un cannoncino ricavato da un nerboruto tronco di sambuco scavato e caricato con polvere pirica; quando fu dato fuoco alla miccia il cannone scoppiò sparando dalla parte posteriore investendo così gli offensori. A seguito di questo episodio vi fu un processo penale che si concluse con la condanna di 50 persone compromesse nella rissa. Nel 1777 i confini ebbero la loro definitiva ed ufficiale sistemazione con l'acquisto del feudo da parte della famiglia Colonna di Roma.
Nel 1809, quando lo stato pontificio venne occupato dai francesi i giovani Roccatani furono sottoposti alla coscrizione militare per essere arruolati nella Grande Armée. L'impero napoleonico cadde prima che questi partissero, e così, quale ringraziamento, portarono a piedi da Roma il pesantissimo baldacchino di legno dorato con l'immagine della Madonna del Divino Amore che ancora oggi viene portato in processione l'8 settembre.
Per ricordare quell'evento, oggi viene portata dal Santuario della Madonna del Divino Amore di corsa fino a Rocca Canterano la fiaccola dell'Amore e della Pace il giorno 7 settembre e, deposta sotto il quadro della Madonna, da inizio ai festeggiamenti religiosi.
I Roccatani, contrari a combattere per la gloria di Napoleone, non si sottrassero quando furono chiamati per difendere la propria Patria e, in effetti, per un così piccolo paese, molte furono le vite sacrificate soprattutto nella I Guerra, aggiunte ad altre 8 vittime della rappresaglia nazista. Addirittura un caduto in terra cinese per sedare la Rivolta dei Boxer del 1901.

### Terremoto
L'11 marzo 2000, il paese è stato colpito da un violento sisma di 4.1 Richter che ha notevolmente peggiorato la situazione demografica ed economica. La chiesa di Santa Maria Assunta venne fortemente danneggiata da tale sisma, ma in seguito ad alcune opere di restauro è stata finalmente riaperta al pubblico.

## Monumenti e luoghi d'interesse

### Architetture religiose
Chiesa di Santa Maria Assunta

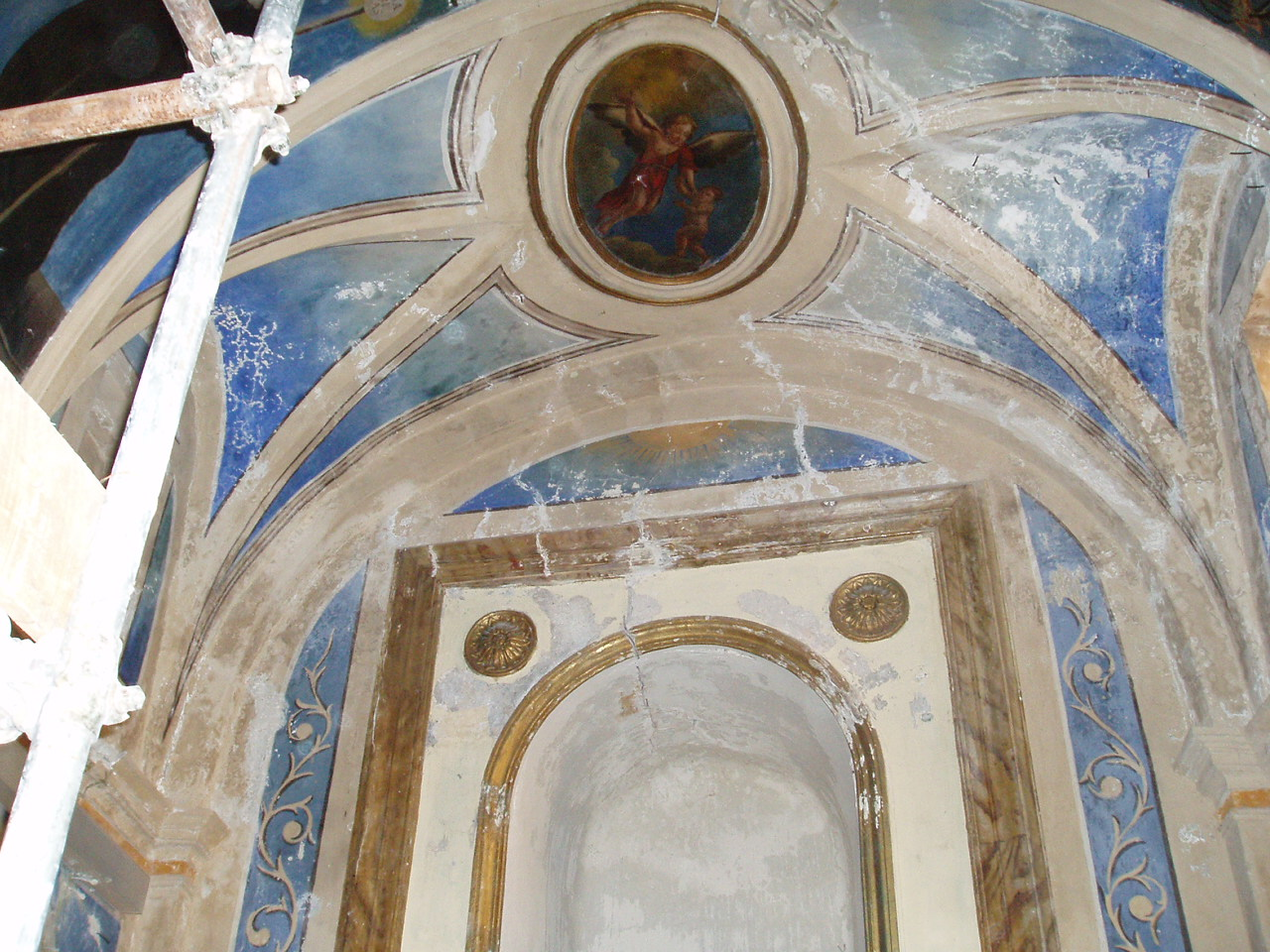
La chiesa di Santa Maria Assunta, con gli evidenti danni del sisma

Nel 1581, in un resoconto di una visita pastorale, viene citata l'esistenza di una chiesa parrocchiale situata nel luogo di quella attuale; la chiesa viene descritta come un edificio a pianta pressoché quadrata con copertura a tetto, interno ad un'unica navata coperta da una volta a botte con riquadri raffiguranti la Visione di Ezechiele, la caduta degli angeli ribelli e l'incoronazione della Vergine. Le annotazioni circa lo stato del pavimento fanno ritenere che la chiesa era in uno stato di degrado dovuta a vetustà e che quindi la costruzione era di molto anteriore, forse del XIII secolo.
Il cardinale Barberini nel 1673 annotta l'ampliamento della chiesa descrivendo le sei cappelle dedicate al culto della Madonna, del SS.Cuore e dei Santi, come sono attualmente. Sulle pareti laterali dell'altare maggiore vi sono due dipinti ad olio di Tito Troja di Arcinazzo, rappresentanti l'ultima cena di Gesù tra i fanciulli, e sull'altare un dipinto ad olio rappresentante l'Assunta.
Una tribuna seicentesca sovrasta la porta d'accesso della chiesa dove è presente l'antico organo che la caratterizza. Il pavimento della chiesa in cotto fu sostituito con un nuovo pavimento in marmo bianco e nero che è ancora oggi presente.
Nel territorio sono presenti altre chiese minori quali la Madonna del Brecciaro dove si teneva la fiera annuale delle merci e del bestiame, ormai del tutto diroccata, ma con ancora visibili degli affreschi parietali che stanno lentamente andando perduti, e, alle sue spalle, il cimitero abbandonato dell'epidemia di Colera che causò varie vittime nel 1837. La chiesa di San Giuseppe che dà sul versante di Cervara, anch'essa abbandonata, e infine la Chiesa di San Michele, che solitaria si staglia sulla cima del Costasole, visibile da tutto il paese e meta di molte escursioni da tutta la valle dell'Aniene.
Il campanile della chiesa ospita tre campane; la maggiore, di nota sib3, fusa nel 1800 dalla lucenti, di recente è stata restaurata, la mezzana, di nota lab3, fusa dalla fonderia marinelli nei primi del Novecento e la piccola, di nota sol4 crescente, fusa dalla pasqualini nel Novecento.

## Società

### Evoluzione demografica
Abitanti censiti

### Tradizioni e folclore
- 8 settembre: La festività è preceduta all'alba dalla Diana, un tamburino gira nel paese rompendo il silenzio con un saltellante motivo del tamburo alternato con battute sul cerchio di legno, con effetto armonico caratteristico.

La Processione diurna è caratterizzata dai colori delle Confraternite religiose: azzurro per quella della Madonna, rosso per quella del Sacramento, giallo quella di San Michele e un tempo quella verde di San Gaetano, oggi scomparsa.
9 settembre si ricorda la giornata dei caduti in guerra per salvare la patria
- 11 novembre (Domenica più vicina): Festa del Cornuto, il giorno di San Martino protettore dei cornuti. Questa singolare manifestazione a carattere prevalentemente goliardico e pagano, insieme alla degustazione di sofisticati prodotti locali, offre al visitatore la possibilità di ironizzare e quindi sdrammatizzare un evento vissuto così spiacevolmente. Il momento principale della festa è, oltre alla corsa con relativo trofeo e la corsa in costume, il Corteo Burlesco formato dal "cornuto dell'anno" portato in trono per il paese da portatori in camice bianco con copricapi muniti di corna e il poeta-cantore, che a cavallo di una somarella ormai avvezza al frastuono declama stornelli e rime rivolti ai personaggi del paese che più hanno meritato la sua attenzione. Intanto i giovani passano per le abitazioni dei più "chiacchierati" adornandone le entrate con nastri colorati e corna di diversa fattezza.

13 settembre: nome di maria a seguire la processione con fuochi d'artificio

## Amministrazione

### Sindaci
| Periodo        | Periodo        | Primo cittadino  | Partito                                  | Carica  | Note |
| -------------- | -------------- | ---------------- | ---------------------------------------- | ------- | ---- |
| 23 aprile 1995 | 13 giugno 1999 | Alessio Di Marco | lista civica                             | Sindaco |      |
| 13 giugno 1999 | 12 giugno 2004 | Domenico Picconi | lista civica                             | Sindaco |      |
| 13 giugno 2004 | 25 maggio 2014 | Amanto Di Fausto | lista civica                             | Sindaco |      |
| 25 maggio 2014 | 26 maggio 2019 | Fulvio Proietti  | lista civica Torna a Crederci            | Sindaco |      |
| 26 maggio 2019 | in carica      | Fulvio Proietti  | lista civica Rocca Canterano Bene Comune | Sindaco |      |

### Altre informazioni amministrative
- Fa parte della Comunità montana dell'Aniene